# 大竹利典
大竹 利典（おおたけ りすけ、1926年〈大正15年〉3月10日 - 2021年6月7日）は、日本の武道家。千葉県成田市出身。天真正伝香取神道流の師範、そして同市にある神武館道場の館長を長年務めた。

## 生涯
16才の折（1942年）に天真正伝香取神道流の林弥左衛門家清師範に入門。1960年6月に同流儀が千葉県の無形文化財に指定され、大竹が同保持者となった。
多数の執筆を残している。また、映画『蜩ノ記』で岡田准一に武術指導も行った。